# Coleophora stenidella
Coleophora stenidella é uma espécie de mariposa do gênero Coleophora pertencente à família Coleophoridae.